# Shahab-3
Shahab-3 (fa: شهاب-3, betyder "Meteor-3") är en ballistisk robot utvecklad av Iran.
De första varianterna av Shahab-3 hade en räckvidd på 1 300 km medan senare versioner kan nå upp till 2 100 km. Roboten baseras på den nordkoreanska Nodong-1 och testades under perioden 1998–2003. Den avtäcktes officiellt 20 juli 2003 av Ayatollah Ali Khamenei men ingår sedan 7 juli i Irans militära arsenal. 9 november 2004 påstod Irans försvarsminister amiral Ali Shamkhani att landet kan massproducera roboten. 31 mars 2006 testades Shahab-3-roboten under en stor iransk militärövning.
Föregångarna till roboten är bland andra Shahab-1 och Shahab-2. Försvarsminister amiral Ali Shamkhani dementerade att Iran kommer utveckla en ytterligare version av roboten som i sådana fall skulle ha beteckningen Shahab-4.